# دی‌گلیسرید
دی‌گلیسرید (انگلیسی: Diglyceride) یا دی‌اسیل‌گلیسرول (انگلیسی: Diacylglycerol) یا به اختصار DAG، یک گلیسرید با دو زنجیرهٔ اسید چرب است که توسط پیوند کووالانسی و از طریق پیوندهای استری به مولکول گلیسیرین متصل شده‌اند.
دی‌اسیل‌گلیسرول به دو شکل موجود است: ۱٬۲-دی‌گلیسرول‌ها و ۱٬۳-دی‌گلیسرول‌ها. این ماده چون سورفاکتانت عمل می‌کند و به‌عنوان امولسیون‌کننده در مواد غذایی فراوری‌شده به‌کار می‌رود. پژوهش‌های گسترده‌ای بر روی روغن دی‌اسیل‌گلیسرول (به‌ویژه 1,3-DAG) به عنوان یک جایگزین برای چربی انجام شده‌است، چرا که قادر است از تجمع چربی در بدن جلوگیری کند. میزان فروش این روغن در ژاپن از زمان معرفی آن در دههٔ ۱۹۹۰ میلادی تا سال ۲۰۰۹، در حدود ۲۰۰ میلیون دلار آمریکا بوده‌است.

## تولید
دی‌گلیسریدها یکی از اجزاء بسیاری از روغن‌های دانه‌ها (به‌طور میانگین در حدود ۶–۱٪) و در روغن پنبه‌دانه تا حدود ۱۰٪ است. تولید صنعتی آن از طریق فرایند گلیسرولیز میان تری‌گلیسریدها و گلیسرول انجام می‌شود. مادهٔ خام مورد نیاز برای این فرایند، می‌تواند تره‌بار یا چربی‌های جانوری باشد.

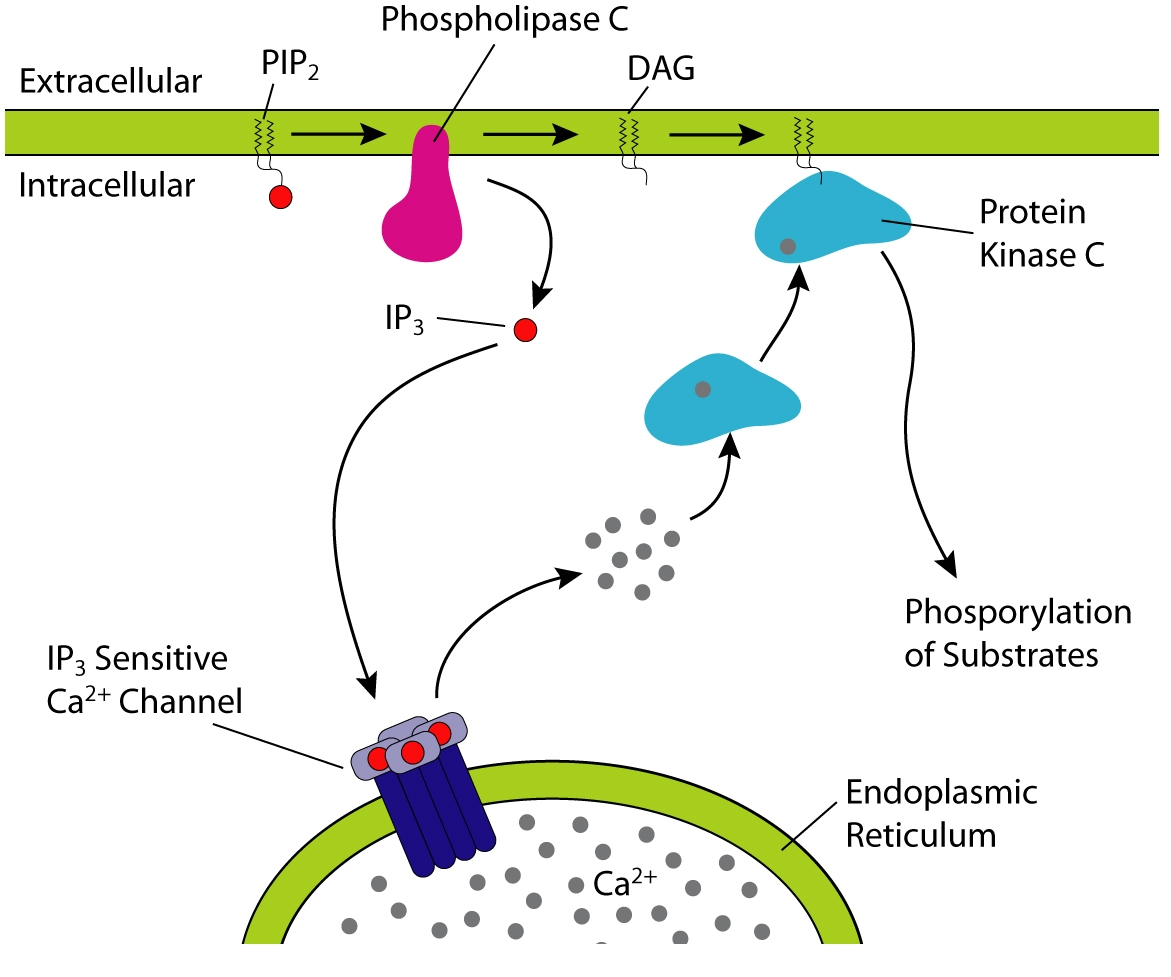
تجزیهٔ فسفاتیدیل‌اینوزیتول (۴٬۵) بیس‌فسفات (PIP_{2}) به دو مادهٔ دی‌اسیل‌گلیسرول (DAG) و اینوزیتول تری‌فسفات (IP3) سبب رهاسازی کلسیم و فعال شدنِ پروتئین کیناز سی می‌گردد. (توجه: مولکول پروتئین کیناز سی، یک مادهٔ واسط تولیدی نیست و در واقع کاتالیزور فرایند جداسازی IP3/DAG است).

## استفادهٔ غذایی
دی‌گلیسریدها یک مادهٔ افزودنی غذایی است و در نان و شیرینی‌ها، آبنبات‌ها، نوشیدنی‌ها، بستنی، کره بادام زمینی، آدامس، چربمایه، مارگارین و چیپش پرینگلز وجود دارد.

## عملکرد بیولوژیک
در سلول‌ها، دی‌اسیل‌گلیسرول یک پیغامبر ثانویه است که در اثر هیدرولیز فسفاتیدیل‌اینوزیتول (۴٬۵) بیس‌فسفات (PIP2) توسط آنزیم فسفولیپاز سی (PLC) در غشای سلولی حاصل می‌شود و به سبب در همان آب‌گریزی، در همان غشای سلولی باقی می‌ماند. دی‌اسیل‌گلیسرول فعال‌کنندهٔ پروتئین کیناز سی است و موجب انتقال آن از سیتوزول به غشای سلولی می‌گردد.

## مقاومت به انسولین
فعال شدنِ آنزیم PRKCQ توسط دی‌اسیل‌گلیسرول ممکن است از طریقِ کاهشِ فعالیت آنزیم PI-3K وابسته به IRS1، به مقاومت به انسولین منجر شود. به همین ترتیب،
فعال‌سازیِ آنزیم PRKCQ توسط دی‌اسیل‌گلیسرول می‌تواند سبب مقاومت به انسولین در کبد گردد.